# Vitrea pieperiana
Vitrea pieperiana is een slakkensoort uit de familie van de Pristilomatidae. De wetenschappelijke naam van de soort is voor het eerst geldig gepubliceerd in 1977 door L. Pinter.